# Teteles de Avila Castillo
Teteles de Avila Castillo là một đô thị thuộc bang Puebla, México. Năm 2005, dân số của đô thị này là 5548 người.